# Вашингтон, Керри
Ке́рри Мариса Ва́шингтон (англ. Kerry Marisa Washington; род. 31 января 1977, Бронкс, Нью-Йорк) — американская актриса и политическая активистка. Она наиболее известна по своим ролям в фильмах «Рэй» (2004), «Фантастическая четвёрка» (2005), «Последний король Шотландии» (2006), «Фантастическая четвёрка: Вторжение Серебряного сёрфера» (2007) и «Джанго освобождённый» (2012). Начиная с 2012 года она играет главную роль Оливии Поуп в политическом телесериале канала ABC «Скандал». В 2013 и 2014 годах за эту роль Вашингтон была номинирована на премию «Эмми» за лучшую женскую роль в драматическом телесериале.

## Ранние годы
Керри Вашингтон родилась в Бронксе в семье Валери и Эрла Вашингтонов. Мать работала профессором и консультантом по вопросам образования, отец – риэлтором. Семья отца – афроамериканцы, переехавшие из Южной Каролины в Бруклин. Семья матери жила на Манхэттене, по словам Керри, её мать смешанной расы, она частично англичанка, шотландка и коренная американка, среди её предков были также порабощенные африканцы. По матери Керри приходится двоюродной сестрой бывшему госсекретарю США Колину Пауэллу.
В подростковые годы она выступала в молодёжном театре. В возрасте тринадцати лет посетила выступление Нельсона Манделы на Янки-стэдиуме, которое состоялось после его выхода из тюрьмы. В 1994 году закончила школу и выиграла национальную программу YoungArts, которая развивает таланты молодых артистов.
Вашингтон получила президентскую степень после обучения в «Университете Джорджа Вашингтона», который она закончила в 1998 году. Она также училась в студии Майкла Говарда в Нью-Йорке.
В апреле 2016 года Керри подтвердила, что в 1990-х годах в Нью-Йорке она научилась танцевать у Дженнифер Лопес. Во время своего появления на «Ночном шоу с Джимми Фэллоном» она сказала ведущему Джимми Фэллону: «Я занимаюсь танцами уже давно, с тех пор, когда я ещё была маленькой девочкой. У меня был очень вдохновляющий учитель по имени Ларри Мальдонадо, для всех людей из моего района он был образцом для подражания... И у него была замечательная заместительница, её звали Дженнифер, иногда она вмешивалась и преподавала. Но потом она уехала в Лос-Анджелес, чтобы участвовать в телешоу «In Living Color». Так что да, я научилась танцевать у Джей Ло!"

## Карьера
Керри Вашингтон дебютировала в 1994 году со съёмок в телефильме канала ABC Magical Make-Over. Она появилась в ещё нескольких проектах до своего первого успеха с ролью в независимом фильме «Наша песня» в 2000 году, за роль в котором она получила хорошие отзывы от критиков.
Прорывом в карьере Вашингтон стала роль в фильме 2001 года «За мной последний танец», после чего она была номинирована на премию «Независимый дух» за лучшую женскую роль за роль в фильме «Лифт». Несколько последующих лет она в первую очередь работала в независимом кино, таких как «Запятнанная репутация» и «Она ненавидит меня», но наиболее яркая роль у неё была в отмеченном наградами биографическом фильме «Рэй» 2004 года.
В 2005 году Вашингтон сыграла Алисию Мастерс в фильме «Фантастическая четвёрка». Хотя роль изначально была рассчитана на белую голубоглазую женщину, режиссёр фильма переработал героиню специально под актрису. Ещё одной значимой ролью в её карьере стала жена угандийского диктатора Иди Амина в фильме 2006 года «Последний король Шотландии». Также она снялась во множестве других фильмах, таких как комедии «Плохая компания» (2002), «Мистер и миссис Смит» (2005), «Шалун» (2006), «Мне кажется, я люблю свою жену» (2007) и «Тысяча слов» (2011), а также драмах «Мёртвая девушка» (2006), «Добро пожаловать в Лэйквью» (2008), «Веселая жизнь в Крэктауне» (2009) и «Мать и дитя» (2010). В 2010 году она появилась в фильме «Песни о любви», экранизации одноимённой пьесы, наравне с такими отмеченными наградам актрисами как Филисия Рашад, Лоретта Дивайн, Кимберли Элиз и Вупи Голдберг.
На телевидении Вашингтон появилась в сериале «Юристы Бостона» в 2005—2006 годах, а в начале карьеры была гостем в сериалах «Полиция Нью-Йорка» и «Закон и порядок». Она также является лицом косметической компании L'Oreal наряду со Скарлетт Йоханссон, Евой Лонгорией и Даутцен Крус. В 2009 году она сняла документальный фильм, а в 2010 дебютировала на Бродвее в постановке Дэвида Мэмета «Гонки».
Весной 2011 года Шонда Раймс пригласила Вашингтон на роль Оливии Поуп в свой телесериал «Скандал». Исполняя эту роль, Вашингтон вошла в историю, став первой чёрной актрисой за последние 38 лет (после Терезы Грейвз), которая играет главную роль в драматическом сериале на американском телевидении. В 2013 и 2014 годах она была номинирована на премию «Эмми» за лучшую женскую роль в драматическом телесериале за свою роль.
Вашингтон сыграла главную женскую роль в фильме режиссёра Квентина Тарантино «Джанго освобождённый», который был выпущен в прокат в 2012 году.

## Личная жизнь
С 24 июня 2013 года Керри замужем за футболистом Ннамди Эсомугой, с которым она встречалась год до их свадьбы. У супругов есть двое детей — дочь Изабелль Амарачи Эсомуга (род. 21.04.2014) и сын — Кейлеб Калечи Эсомуга (род. 05.10.2016).

### Политика
Вашингтон — политическая активистка, бывшая активной сторонницей кандидата в президенты США Барака Обамы в 2008 году. Она также была активистом компании Green America. Вашингтон также выступила на Национальном съезде Демократической партии в 2012 году.

## Фильмография

### Фильмы
| Год  | Название на русском                                    | Название на английском                    | Роль                      | Примечания |
| ---- | ------------------------------------------------------ | ----------------------------------------- | ------------------------- | --- |
| 2000 | Наша песня                                             | Our Song                                  | Ланиша Браун              | |
| 2000 |                                                        | 3D                                        | Энджи                     | |
| 2001 | За мной последний танец                                | Save the Last Dance                       | Шенил                     | Teen Choice Award — прорыв года Номинация — Black Reel Award за лучшую женскую роль второго плана |
| 2001 |                                                        | Lift                                      | Ниси                      | Номинация — Премия «Независимый дух» за лучшую женскую роль Номинация — Black Reel Award за лучшую женскую роль |
| 2002 |                                                        | Take the A Train                          | Кейша                     | |
| 2002 | Плохая компания                                        | Bad Company                               | Джули                     | |
| 2003 | Соединённые штаты Лиланда                              | The United States of Leland               | Аиша                      | |
| 2003 | Запятнанная репутация                                  | The Human Stain                           | Элли                      | |
| 2003 | Месть                                                  | Sin                                       | Кэсси                     | |
| 2004 | За канатами                                            | Against the Ropes                         | Рене                      | |
| 2004 | Личный досмотр                                         | Strip Search                              | Керри                     | Телефильм |
| 2004 | Она ненавидит меня                                     | She Hate Me                               | Фатима Гудрич             | |
| 2004 | Рэй                                                    | Ray                                       | Делла Биа Робинсон        | Image Award за лучшую женскую роль в кинофильме Номинация — Премия Спутник за лучшую женскую роль в кинофильме — комедия или мюзикл Номинация — Teen Choice Award за лучшую женскую роль Номинация — Премия Гильдии киноактёров США за лучший актёрский состав в игровом кино Номинация — Black Reel Award за лучшую женскую роль в драме |
| 2005 | Сексуальная жизнь                                      | Sexual Life                               | Розали                    | |
| 2005 | Мистер и миссис Смит                                   | Mr. & Mrs. Smith                          | Жасмин                    | |
| 2005 | Фантастическая четвёрка                                | Fantastic Four                            | Алисия Мастерс            | |
| 2005 | Жди                                                    | Wait                                      | Мэгги                     | |
| 2006 | Последний король Шотландии                             | The Last King of Scotland                 | Кей Амин                  | Номинация — Image Award за лучшую женскую роль второго плана в кинофильме Номинация — BET Award за лучшую женскую роль Номинация — Black Reel Award за лучшую женскую роль второго плана |
| 2006 | Шалун                                                  | Little Man                                | Ванесса Эдвардс           | Номинация — BET Award за лучшую женскую роль |
| 2006 | Мёртвая девушка                                        | The Dead Girl                             | Розетта                   | |
| 2007 | Фантастическая четвёрка: Вторжение Серебряного сёрфера | Fantastic Four: Rise of the Silver Surfer | Алисия Мастерс            | |
| 2007 | Кажется, я люблю свою жену                             | I Think I Love My Wife                    | Никки Тру                 | Номинация — BET Award за лучшую женскую роль |
| 2008 |                                                        | Woman in Burka                            | Керри                     | |
| 2008 | Добро пожаловать в Лэйквью                             | Lakeview Terrace                          | Лиза Мэттсон              | |
| 2008 | Чудо святой Анны                                       | Miracle at St. Anna                       | Зэна Уайлдером            | |
| 2009 | Веселая жизнь в Крэктауне                              | Life Is Hot in Cracktown                  | Мэрибет                   | |
| 2009 |                                                        | The People Speak                          | Сама                      | Документальный |
| 2010 | Мать и дитя                                            | Mother and Child                          | Люси                      | |
| 2010 | Песни о любви                                          | For Colored Girls                         | Келли                     | Номинация — BET Award за лучшую женскую роль Номинация — Black Reel Award за лучшую женскую роль второго плана |
| 2010 | Ночь ловит нас                                         | Night Catches Us                          | Патриция                  | Black Reel Award за лучшую женскую роль Номинация — Image Award за лучшую женскую роль в кинофильме Номинация — BET Award за лучшую женскую роль |
| 2011 | Детали                                                 | The Details                               | Ребекка Маццони           | |
| 2012 | Тысяча слов                                            | A Thousand Words                          | Кэролин Макколл           | Был снят в 2008 году |
| 2012 | Джанго освобождённый                                   | Django Unchained                          | Брумхильда фон Шафт       | Image Award за лучшую женскую роль второго плана в кинофильме BET Award за лучшую женскую роль Номинация — Black Reel Award за лучшую женскую роль второго плана Номинация — MTV Movie Awards за лучший поцелуй |
| 2013 | Мы — семья Пиплз                                       | We the Peeples                            | Грейс Пиплз               | Номинация — Teen Choice Award — лучшая актриса в комедии |
| 2017 | Тачки 3                                                | Cars 3                                    | Натали Дайджест           | озвучка |
| 2020 | Выпускной                                              | Prom                                      | миссис Гринэ              | |
| 2022 | Школа добра и зла                                      | The School for Good and Evil              | Кларисса Дови             | |
| 2024 | Батальон 6888                                          | The Six Triple Eight                      | Подполковник Чарити Адамс | |
| 2025 | Достать ножи: Проснись, мертвец                        | Wake Up Dead Man: A Knives Out Mystery    | Вера Дрейвен              | пост-продакшн |
|      | Животные                                               | Animals                                   |                           | сьёмки |

### Телевидение
| Год       | Название на русском                | Название на английском      | Роль          | Примечания |
| --------- | ---------------------------------- | --------------------------- | ------------- | --- |
| 1994      |                                    | ABC Afterschool Special     | Хизер         | 1 эпизод |
| 2001      | Полиция Нью-Йорка                  | NYPD Blue                   | Майя Янг      | 1 эпизод |
| 2001      | Закон и порядок                    | Law & Order                 | Элис Лоуренс  | 1 эпизод |
| 2001      | Центральная улица, 100             | 100 Centre Street           | Керри         | 5 эпизодов |
| 2002      | Защитник                           | The Guardian                | Дреа Вестбрук | 1 эпизод |
| 2005—2006 | Юристы Бостона                     | Boston Legal                | Челина Холл   | 5 эпизодов Номинация — Image Award за лучшую женскую роль второго плана на телевидении |
| 2008      | Ясновидец                          | Psych                       | Мира Гэффини  | 1 эпизод |
| 2012—2018 | Скандал                            | Scandal                     | Оливия Поуп   | Главная роль Image Award за лучшую женскую роль в драматическом телесериале (2013—2014) BET Award за лучшую женскую роль (2013) TV Guide Award за лучшую женскую роль (2013) Номинация — Премия «Эмми» за лучшую женскую роль в драматическом телесериале (2013—2014) Номинация — Премия «Золотой глобус» за лучшую женскую роль в телевизионном сериале — драма (2014) Номинация — Премия Гильдии киноактёров США за лучшую женскую роль в драматическом сериале (2014) |
| 2016      | Слушание                           | Confirmation                | Анита Хилл    | Телефильм |
| 2018      | Как избежать наказания за убийство | How to Get Away with Murder | Оливия Поуп   | 2 эпизода |
| 2020      | И повсюду тлеют пожары             | Little Fires Everywhere     | Мия Уоррен    | Главная роль; 8 эпизодов Также исполнительный продюсер |
|           | Несовершенные женщины              | Imperfect Women             |               | |